# Aïssata Maïga (basket-ball)
Pour les articles homonymes, voir Aïssata Maïga.
Aïssata Boubacar Maïga, née le 21 mars 1992 à Bamako, est une joueuse malienne de basket-ball.

## Carrière
Avec l'équipe du Mali féminine de basket-ball, elle est finaliste du Championnat d'Afrique 2009, quinzième du Championnat du monde 2010, troisième du Championnat d'Afrique 2011, cinquième du Championnat d'Afrique 2013 et du Championnat d'Afrique 2015. Elle remporte les Jeux africains de 2015.
Elle termine troisième du Championnat d'Afrique 2017. Elle est médaillée d'or en basket-ball à trois aux Jeux africains de plage de 2019.
Elle fait partie du groupe malien sélectionné pour participer au Championnat d'Afrique 2019, terminant à la troisième place. 
Elle est médaillée d'argent en basket-ball à trois aux Jeux africains de 2019.
Elle est la sœur de Hamchétou Maïga-Ba ainsi que du dirigeant sportif Harouna Maïga et la fille des internationaux Boubacar Sékou Maïga et Aminata Fofana Maïga.